# Mohammad Saed
Mohammad Saed (ou Sa'ed) Maraghei (en persan : محمد ساعد مراغه‌ای) est un homme politique iranien né à Tiflis en 1881 et mort en 1973. Il a été deux fois Premier ministre. Les relations Iran-URSS tombèrent au plus bas sous son gouvernement, ce qui entraîna la chute de celui-ci. Son mandat vit aussi l'interdiction du parti Tudeh et la nomination d'Arthur Millspaugh (en) pour réorganiser les finances.

## Biographie et carrière politique
Son père était un ecclésiastique originaire de Maragheh émigré à Tiflis. Mohammad Sa'ed est né en 1883 à Maragha, dans ce qui est encore la Perse. D'autres sources le font cependant naître le 28 avril 1881. Il a étudié le droit et la politique en Russie, à Saint-Pétersbourg, puis en Suisse, à l'Université de Lausanne.
Revenu en Iran, il travaille pour le ministère des Affaires étrangères, et devient successivement vice-consul, consul et ambassadeur dans les pays voisins de l'Iran, travaillant notamment à Bakou et à Ankara, jusqu'en 1936, quand il entre au département d'état et suit un ambassadeur en Italie puis en URSS. En 1941, l'Iran est envahi par les troupes britanniques et soviétiques pour sécuriser le Corridor perse. Saed est nommé ministre des affaires étrangères dans le gouvernement d'Ahmad Ghavam, puis dans celui d'Ali Soheili en décembre 1943, quelques mois après le renversement de Reza Shah par les Alliés et son remplacement par son fils.
Mohammad Sa'ed fut une première fois premier ministre au cours de la Seconde Guerre mondiale, le 28 mars 1944. Le gouvernement de Maraghei dut se battre comme ses prédécesseurs concernant les réquisitions des forces d'occupation, qui causait des pénuries alimentaires et une inflation. Afin de résoudre les problèmes budgétaires, le gouvernement iranien tenta de faire des concessions économiques aux compagnies pétrolières américaines. Cela entraîna des conflits avec Staline, qui, à son tour, demanda une concession pour la production pétrolière de l'Union soviétique dans le nord de l'Iran. Les demandes des Soviétiques de posséder une concession de production pétrolière furent appuyés par le parti communiste Tudeh qui avait gagné aux dernières élections neuf députés au Parlement nouvellement élu. Cette alliance entre les exigences de Staline et les députés du parti Tudeh inquiéta vite le gouvernement iranien. Le Premier ministre Maraghei déclara alors que toutes les négociations sur les concessions pétrolières en Iran seraient discutées à la fin de la guerre. En résultat, le parti Tudeh organisa en octobre 1944 des manifestations de masse contre Maraghei, accusé de préférer les Américains aux Soviétiques sur la question des concessions pétrolières. Acculé, Maraghei démissionna.
Quelques années après la fin de la guerre et la crise irano-soviétique qui suivit, en novembre 1948, Mohammad Saed fut pressenti par le Parlement pour devenir à nouveau premier ministre après la démission d'Abdolhossein Hajir, et nommé en conséquence. Pourtant la question des concessions pétrolières n'était pas résolue. Le Premier ministre Hajir s'était vu confié par le Parlement l'organisation des négociations concernant une nouvelle concession pour l'Anglo-Iranian Oil Company, qui devait remplacer la concession de 1933 par une autre concession à la répartition des bénéfices plus juste ; le Parlement voulait obtenir une part plus importante des revenus de la production de pétrole pour l'Iran. Hajir avait préparé une note globale de 25 points, mais n'avait pas eu le temps de négocier avec l'AIOC, car il avait été contraint de démissionner en tant que premier ministre en raison des manifestations contre lui. L'ayatollah Kashani avait traité Hajir d'agent du colonialisme britannique et d'espion à leur solde, appelant en conséquence à des manifestations violentes contre le premier ministre. Le ministre des finances Abbas Gholi Golshaiyan du cabinet du Premier ministre Mohammad Saed dirigea ensuite les premières négociations avec l'AIOC en se basant sur les travaux d'Hajir.
Le ministre des Finances Golshaiyan fit un rapport au Parlement de ses négociations avec l'AIOC. Il avait demandé une part de 50 % dans les bénéfices de l'AIOC, un nouvel accord sur la durée de la concession et un examen des conditions de licence tous les 15 ans. Le Premier ministre demanda à Golshaiyan de négocier un accord avec l'AIOC. En fin de compte, en juillet 1949, un accord complémentaire sur la concession précédente fut signé par le représentant de l'AIOC Gass et Golshaiyan. Le Premier ministre Saed transmis ensuite cet accord au Parlement pour un vote. Le vote fut très animé et Saed fut accusé d'avoir trahi les droits du peuple iranien. L'accord ne fut pas ratifié par le Parlement. Au lieu de cela, certains membres du Parlement, dont Mohammad Mossadegh, suggèrent de nationaliser les installations pétrolières de l'AIOC. Les premiers pas vers la crise d'Abadan avaient été faits.

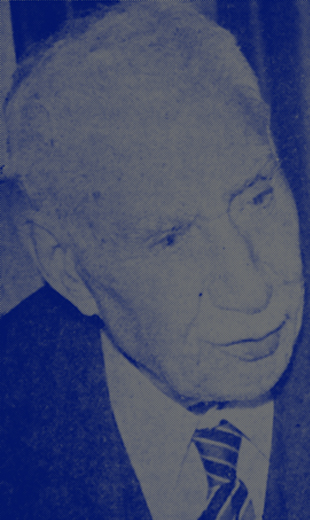
Mohammad Saed en 1975.

Le 4 février 1949 eut lieu un attentat contre le Shah Mohammad Reza Pahlavi. L'assassin Fakhr Arai tira plusieurs coups de feu sur le Shah, qui fut blessé, mais pas mortellement. À la suite de l'attentat, le parti communiste Tudeh fut interdit, même s'il ne fut pas démontré que l'assassin était envoyé par les communistes, ou, dans le cas contraire, les extrémistes religieux. Trois semaines après la tentative d'assassinat du Shah, le Parlement vota la mise en place d'une deuxième chambre, le Sénat. Cette deuxième chambre était prévue dans la Constitution de 1906 , mais n'avait jamais encore été constituée. La décision d'établir le Sénat s'accompagnait d'un supplément à l'article 48 de la Constitution, qui donnait au Shah le droit de dissoudre le Parlement à tout moment.
Le 26 avril 1949, le Premier ministre Maraghei se tourna vers l'ambassadeur des États-Unis, auquel il demanda une aide financière des États-Unis pour les investissements en infrastructure nécessaires dans l'agriculture, la construction de routes et la construction des aéroports. Le 27 mai 1949, le ministre des Affaires étrangères Hossein Ala' demanda directement au gouvernement des États-Unis une aide financière, ou plus précisément un prêt de 500 millions de dollars, une demande que les États-Unis refusèrent. Le 21 juillet 1949, le Conseil de sécurité nationale des États-Unis adopta un mémorandum indiquant qu'il serait dans l'intérêt des États-Unis de renforcer les relations de l'Iran avec l'Occident. Dans le cadre du Programme d'entraide judiciaire (MAP), un financement de 27 millions de dollars fut accordé à l'Iran, à la Corée (du Sud) et aux Philippines.
Le 26 janvier 1950, le ministre des Affaires étrangères Ala' tenta une nouvelle fois d'obtenir un soutien financier substantiel pour la reconstruction du pays en provenance des États-Unis. Une nouvelle fois, Washington refusa ; le premier ministre Mohammad Sa'ed Maraghei démissionna en conséquence le 23 mars 1950, car sans ce prêt, il ne voyait aucun moyen de mettre le programme de reconstruction prévu en vigueur.
Après sa démission, il devient sénateur, puis ambassadeur en Turquie. Il est ambassadeur d'Iran au Vatican en 1956.

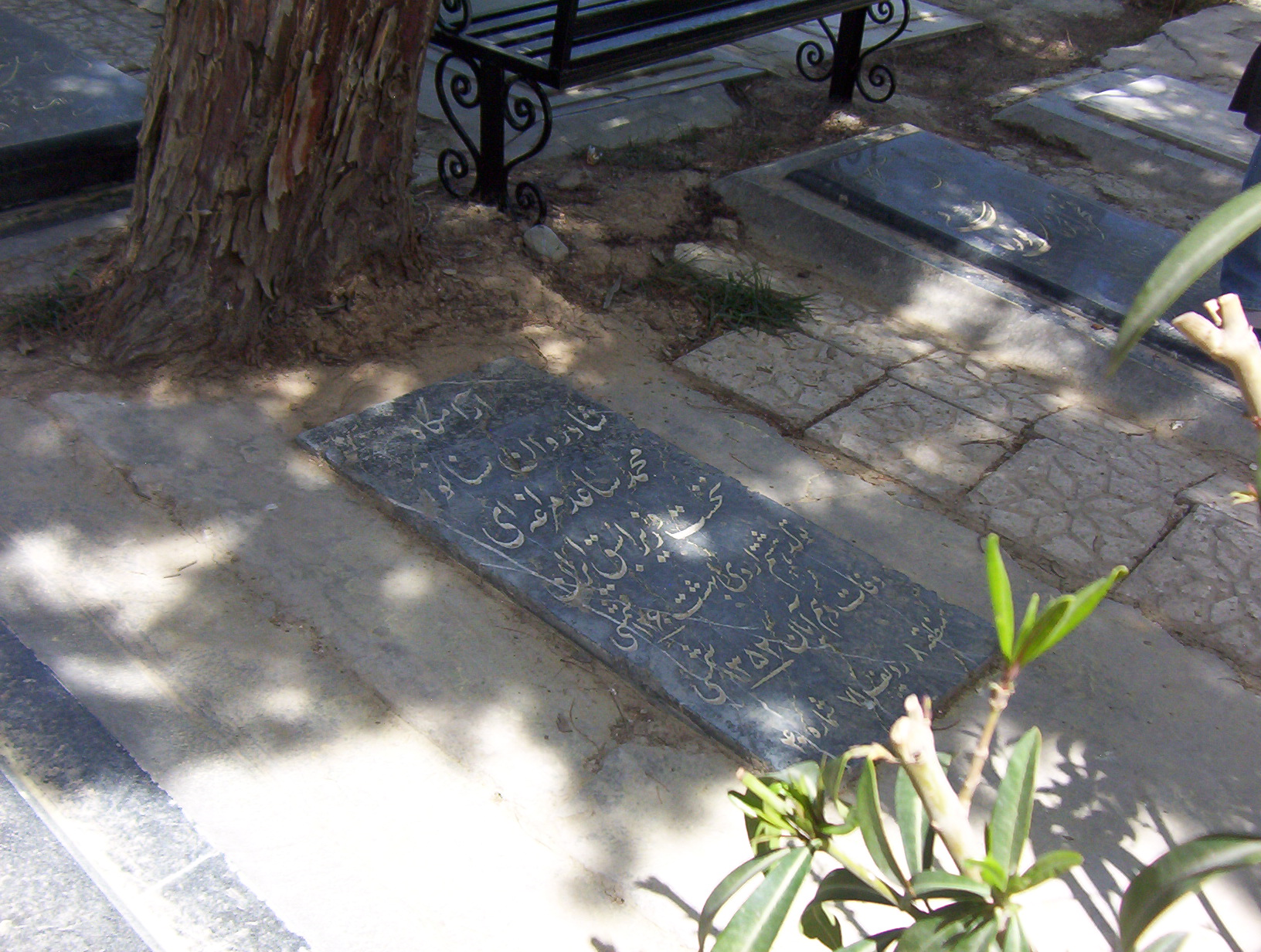
Tombe de Sa'ed au cimetière Behest-e Zahra.

Il meurt le 1er novembre 1973 à l'âge de 93 ans.

## Anecdotes
On dit qu'il utilisait les transports en commun[réf. nécessaire]. Il parlait couramment le persan, le russe, le français et le turc.
Mohammad Saed Maraghei a également été ambassadeur d'Iran en Italie, en Union soviétique et au Vatican.
Sa fille Camilla épousa en secondes noces Amīr Aṣlān Afshār, diplomate iranien de nombreuses fois ambassadeur et Grand Maître du Protocole à la Cour en 1979.

## Honneurs
- Années 1950 : Grand-croix de l'ordre de Tadj [8]
- 1958 : Grand-croix de l'ordre pontifical du pape Pie IX [9]